# Paolo Marsi
Paolo Marsi, detto anche Paolo Marso o Paolo dei Marsi (Pescina, 1440 – Roma, 1484), è stato un umanista italiano.

## Biografia
Paolo Marsi è stato un umanista italiano e poeta. Noto per aver commentato una delle opere più note del poeta latino Ovidio, i Fasti. Nacque nel 1440 a Pescina, in Abruzzo.
Ha trascorso alcuni anni della gioventù a Carsoli, nella Marsica, appoggiato dal casato di Gentile Virginio Orsini che era possessore di un piccolo feudo, una baronia situata tra le contee di Tagliacozzo ed Albe. Trasferitosi a Roma lavorò come abbreviatore presso la cancelleria pontificia. Conobbe, tra gli altri, importanti umanisti come Pomponio Leto ed Antonio Volsco diventando presto un affermato professore di retorica e costituendo la famosa accademia romana.
Nel 1463 lascia Roma per trasferirsi a Perugia presso il mons. Giovanni Battista Savelli. In Umbria, Paolo Marsi scrisse un poema in esametri dal titolo De aureis Augustae Perusiae saeculis, per divum Paulum Secundum restitutis libri tres, con correlata dedica in distici rivolta al papa Paolo II. 
Occupò per un lustro presso l'università perugina la cattedra di grammatica, lingua greca e poesia prima di essere costretto a trasferirsi a Venezia dove ritroverà Pomponio Leto e conoscerà il diplomatico Bernardo Bembo, padre del poeta Pietro Bembo.
Al Bembo che lo ospitò per alcuni mesi presso Castiglia, in Spagna il poeta dedicò una serie di 21 poesie in forma di distico elegiaco, intitolata Bembice.
Con il ritorno a Venezia Paolo Marsi frequentò Nicolò Canal col quale partì verso l'Oriente al seguito della flotta della Serenissima che il Canal capeggiava contro i turchi ottomani. In questa occasione scrisse l'epistola poetica dal titolo Ad Joannem Canalem Nicolai Doctoris filium e dopo la strage di Negroponte il poemetto De crudeli Europontinae Urbis excidio - Sacrosanctae religionis Christianae lamentatio. Con il ritorno a Venezia Paolo Marsi conobbe altri importanti umanisti, mentre nel 1473 fece ritorno a Roma dove due anni prima venne eletto il nuovo papa Sisto IV. Qui ebbe modo di impegnarsi compiutamente ai commenti dei Fasti di Ovidio, la sua opera più nota completata nel 1474, mentre nel 1479 vi aggiunse la Ratio astrologiae un'introduzione al mondo astronomico dell'opera ovidiana. Dopodiché commentò la Pharsalia del poeta romano Marco Anneo Lucano e la Rethorica ad Erennium, il più antico trattato di retorica in latino. Tuttavia non disdegnò l'attività poetica realizzando con il Plàtina la raccolta De fastis Christianae religionis. Nella ricostituita Accademia romana, riconosciuta dal Papa e fatta consacrare, Paolo Marsi occupò in questi anni un posto di prestigio insieme a Pomponio Leto e Publio Astreo.
Chiamato alla cattedra di retorica presso l'università La Sapienza ebbe modo di definire la relazione dei suoi commenti ai Fasti di Ovidio, pubblicata il 24 dicembre del 1482 a Venezia da Giorgio Cornaro. Tornato a Roma cadde in una situazione di disagio economico nonostante la conferma della cattedra universitaria e la stampa di una nuova edizione del commento ai Fasti, avvenuta a Milano nel giugno del 1483 e la successiva a Venezia nell'agosto del 1485 che non ebbe modo di vedere essendo morto nell'anno precedente, nel 1484, probabilmente durante il mese di febbraio, a soli 44 anni.